# 핀란드의 마천루 목록
이것은 교회를 제외하고 60 m (197 피트) 이상의 높이를 가진 핀란드의 모든 마천루 목록이다. 이 목록은 헬싱키의 칼라사타마에 있는 8개의 REDI 타워와 같은 가장 높은 타워 마야카가 있는 134 미터 높이의 REDI 타워와 같은 미래의 건축 프로젝트로 인해 변경될 것이다. 2020년에서 2026년 사이에 헬싱키 파실라에 9개의 탑이 추가로 세워지고, 가장 높은 탑의 높이는 200 m (660 피트)다.
핀란드의 다른 유형의 마천루에 대해서는 핀란드의 구조물 목록을 참조하라.

## 현재 가장 높은 마천루
| 순위 | 마천루                     | 도시     | 높이           | 층수 | 완공 |
| ---- | -------------------------- | -------- | -------------- | ---- | ---- |
| 1    | 마야카                     | 헬싱키   | 134 m (440 ft) | 34   | 2019 |
| 2    | 호텔 토르니 탐페레         | 탐페레   | 88 m (289 ft)  | 25   | 2014 |
| 3    | 시리우스                   | 헬싱키   | 86 m (282 ft)  | 26   | 2006 |
| 4    | 니티후이푸                 | 에스포   | 85 m (279 ft)  | 24   | 2017 |
| 5    | 이카운터 타워              | 에스포   | 84 m (276 ft)  | 20   | 1976 |
| 6    | 아이테이크스쿡센 마메르키  | 헬싱키   | 82 m (269 ft)  | 19   | 1987 |
| 7    | 클라리온 호텔 헬싱키       | 헬싱키   | 78 m (256 ft)  | 19   | 2016 |
| 8    | 코네 빌딩                  | 에스포   | 73 m (240 ft)  | 18   | 2001 |
| 9    | 파노라마 타워              | 에스포   | 73 m (240 ft)  | 17   | 2008 |
| 10   | 루미티아                   | 탐페레   | 71 m (233 ft)  | 21   | 2018 |
| 11   | 메리토르니                 | 에스포   | 70 m (230 ft)  | 22   | 1999 |
| 12   | 피타냐마키 타워            | 헬싱키   | 70 m (230 ft)  | 18   | 2001 |
| 13   | 호텔 토르니                | 헬싱키   | 70 m (230 ft)  | 13   | 1931 |
| 14   | 레파바란 토르니            | 에스포   | 68 m (223 ft)  | 21   | 2010 |
| 15   | 이타메렌토르니             | 헬싱키   | 66 m (217 ft)  | 18   | 2000 |
| 16   | 레이마르인토르니           | 에스포   | 66 m (217 ft)  | 18   | 1990 |
| 17   | 하파니에멘카투 7-9         | 헬싱키   | 65 m (213 ft)  | 19   | 1975 |
| 18   | 마이크로타워               | 쿠오피오 | 65 m (213 ft)  | 14   | 2004 |
| 19   | 레이맨토르니               | 에스포   | 63 m (207 ft)  | 18   | 2007 |
| 20   | 호텔 일브스                | 탐페레   | 63 m (207 ft)  | 18   | 1986 |
| 21   | 부오사리 하버 게이트하우스 | 헬싱키   | 62 m (203 ft)  | 12   | 2008 |
| 22   | 셀론후이푸                 | 에스포   | 61 m (200 ft)  | 19   | 1986 |

## 가장 높은 제안, 승인 또는 공사중
| 순위 | 마천루          | 도시   | 높이 |
| ---- | --------------- | ------ | ---- |
| 1    | 트리고니 타워 1 | 헬싱키 | 200m |